# Les filles vont bien
Pour plus de détails, voir Fiche technique et Distribution.
Les filles vont bien (Las chicas están bien) est un film espagnol réalisé par Itsaso Arana et sorti en 2023. 

## Fiche technique
- Titre : Les filles vont bien
- Titre original : Las chicas están bien
- Réalisation : Itsaso Arana
- Scénario : Itsaso Arana
- Photographie : Sara Gallego
- Costumes : Laura Renau
- Son : Carla Silván et Pablo Rivas Leyva
- Montage : Marta Velasco
- Musique : Keith Jarrett et Niño Josele
- Production : Los Ilusos Films
- Distribution : Arizona Distribution (France) - Elástica Films (Espagne)
- Pays de production :  Espagne
- Genre : comédie dramatique
- Durée : 86 minutes
- Dates de sortie :
  - Espagne : 25 août 2023[1]
  - France : 29 novembre 2023

## Distribution
- Bárbara Lennie : Barbara
- Irene Escolar : Irene
- Itziar Manero : Itziar
- Helena Ezquerro : Helena
- Itsaso Arana : Itsaso
- Gonzalo Herrero : Gonzalo
- Mercedes Unzeta : Mercedes
- Julia León : Julia

## Sélections
- Festival international du film de Karlovy Vary 2023
- Festival Cinespaña 2023
- Festival international du film de La Roche-sur-Yon 2023